# Дальний Кут
Да́льний Кут — село в Красноармейском районе Приморского края. Административный центр Дальнекутского сельского поселения.

## География
Село Дальний Кут стоит на правом берегу реки Большая Уссурка.
Дорога к селу Дальний Кут идёт на восток от села Рощино, через Большую Уссурку переправа на речном пароме.
Расстояние до районного центра Новопокровка (через Рощино) около 73 км.
На северо-восток от села Дальний Кут идёт дорога к селу Глубинное, а на юго-восток — к сёлам Островной и Дерсу.

## Население
| 2002 | 2010 |
| ---- | ---- |
| 358  | ↘192 |

## Улицы
| - ул. Береговая, - ул. Восточная, - ул. Горная, - ул. Западная, | - ул. Мира, - ул. Новая, - ул. Победы, - ул. Почтовая, | - ул. Связи, - ул. Школьная, - ул. Южная. |

## Экономика
- Жители занимаются сельским хозяйством.
- Предприятия, занимающиеся заготовкой леса.